# Bataille de Pingxingguan
Guerre sino-japonaise (1937-1945)
Batailles
Seconde Guerre mondiale : batailles de la Guerre sino-japonaise
- Incident du pont Marco-Polo
- Shanghai
- Taiyuan
- Xinkou
- Pingxingguan
- Taierzhuang
- Xuzhou
- Nankin
  - bataille
  - massacre
- lac Khassan
- Wuhan
- Nanchang
- Khalkhin Gol
- Suixian-Zaoyang
- Changsha (1re)
- Guangxi
- Henan
- Zaoyang-Yichang
- Cent Régiments
- Shanggao
- Sud-Shanxi
- Changsha (2e)
- Pacification du Mandchoukouo
- Changsha (3e)
- Hubei
- Changde
- Ichi-Go
- Changsha (4e)
- Guilin-Liuzhou
- Reconquête chinoise

Guerre du Pacifique
Front d'Europe de l'ouest
Front d'Europe de l'est
Campagnes d'Afrique, du Moyen-Orient et de Méditerranée
Bataille de l'Atlantique
Théâtre américain
La bataille de Pingxingguan plus communément appelée la grande victoire de Pingxingguan (平型关大捷) fut un affrontement entre la Huitième armée de route du parti communiste chinois et l'Armée impériale japonaise, le 25 septembre 1937.
Victoire communiste, la bataille renforce le moral de l'armée rouge chinoise au début de la seconde guerre sino-japonaise. Son caractère asymétrique servira notamment d'inspiration au concept de "guerre populaire" de Mao Zedong.

## Histoire

### Contexte
Après la prise de Beijing en septembre 1937, une partie des forces japonaises s'enfoncent en Mongolie-Intérieure. En réaction, Tchang-Kai-Chek nomme le seigneur de guerre Yan Xishan pour encadrer les forces dans la région du Shanxi et défendre la ville de Taiyuan. Déjà seigneur de guerre de la région, Yan Xishan est censé diriger, conformément au second front uni, les troupes communistes de Lin Biao et les troupes rebelles de Liu Ruming. En réalité, les forces de chacun restes indépendantes. Les Chinois abandonnent Datong le 13 septembre et se replient sur une ligne allant du col de Yanmen sur la Grande Muraille à l'est du col de Pingxingguan. Durant le mois de septembre, les forces japonaises, venant de remporter avec aisance une série de victoires, envahissaient le Shanxi, et notamment le ville majeur de Taiyuan.
Le 24 décembre, une colonne de la 5ème division du général Itagaki Seishiro s'engage dans les montagnes du Shanxi.

### Déroulement
Les routes de montagne du Shanxi sont sinueuses, et c'est pour cette raison que les troupes du général Lin Biao souhaitent y tendre une importe embuscade. 
Le 25 septembre, la 21e brigade de la 5e division japonaise stationnée à Lingqiu reçoit une demande du 21e régiment qui a un besoin urgent de ravitaillement en raison de la chute des températures. Les troupes de ravitaillement du 21e régiment partent avec 70 véhicules hippomobiles et 50 chevaux, remplis de vêtements, de nourriture et de munitions, et se dirigent vers l'ouest en direction de Pingxingguan. Vers 10h00, la colonne de ravitaillement passa dans un défilé dont les deux côtés s'élevaient à plus de 10 mètres ; elle se dirigeait vers Caijiayu, à environ 3 km de là.
Au même moment, une colonne motorisée de troupes de ravitaillement japonaises, composée d'environ 80 camions, quitte Guangou et se dirige vers l'est. Ces deux formations non combattantes tombèrent dans l'embuscade tendue par la 115e division après 10 heures du matin le 25 et furent en grande partie anéanties. Une force de secours composée du 3e bataillon du 21e régiment est repoussée par les troupes chinoises et subit près de 100 pertes. Les troupes de Lin Biao se sont finalement retirées du champ de bataille, permettant aux Japonais d'atteindre le site de l'embuscade le 28 septembre. L'armée de l'air nationaliste chinoise a fourni un appui aérien rapproché aux forces terrestres chinoises au cours des batailles de Pingxingguan.
Les pertes sont équivalentes, mais les gains matériels chinois liés au pillage des convois renforcent l'armée rouge chinoise sur le long terme. 

### Evaluations
L'historiographie de la bataille joue un rôle important dans l'édification de la théorie de la "guerre populaire" de Mao Zedong. Plus largement, elle est retenue par les communistes comme une victoire importante en raison des gains matériels obtenus, gains qui renforcèrent une armée rouge chinoise affaiblie depuis la longue marche. 